# 沃尔夫冈·丹内
沃尔夫冈·丹内（德語：Wolfgang Danne，1941年12月9日—2019年6月16日），德国男子花样滑冰运动员。他曾代表西德参加1968年冬季奥林匹克运动会花样滑冰比赛，获得双人滑铜牌。